# Eleuterio de Nicomedia
San Eleuterio de Nicomedia (muerto en 303) fue un soldado martirizado bajo el imperio de Diocleciano.  Fue acusado de intentar quemar el palacio de Diocleciano. Murió quemado tras ser torturado junto a sus compañeros. Un gran número de cristianos fueron martirizados junto a Eleuterio por diversos medios, entre ellos el fuego y el ahogamiento.  Su fiesta se celebra el 2 de octubre.

## En la cultura popular
- San Eleuterio de Nicomedia es uno de los santos que parece cobrar vida para reprender al Reverendo Lovejoy en el episodio de la temporada 8 de Los Simpson, "In Marge We Trust".